# Acanthagrion indefensum
Acanthagrion indefensum är en trollsländeart som beskrevs av Williamson 1916. Acanthagrion indefensum ingår i släktet Acanthagrion och familjen dammflicksländor. Inga underarter finns listade i Catalogue of Life.